# Fort Cox College of Agriculture and Forestry
Das Fort Cox College of Agriculture and Forestry (deutsch: Fort-Cox-College für Land- und Forstwirtschaft), kurz Fort Cox College (FCC) ist eine höhere Bildungseinrichtung (Technical College) mit wissenschaftlich-technischer Ausrichtung in Südafrika. Ihr offizieller Sitz befindet sich in King William’s Town. Der räumlich entfernt liegende Campus entstand in der Nähe der ehemaligen, nur noch in wenigen baulichen Resten vorhandenen historischen Militäranlage Fort Cox, nach dem das College seinen Namen erhielt. Er befindet sich auf dem Gebiet der Ortschaft Middledrift.

## Lage
Der Campus befindet sich in den welligen Ausläufern der Amathole-Berge an einer U-förmigen Flusskrümmung des Keiskamma River in der Nähe der Siedlung Burnshill.

## Geschichte
Im Jahr 1926 wurden im Magistrat von Keiskammahoek auf Betreiben von Davidson Don Tengo Jabavu und M. Peteni Überlegungen zur Gründung einer landwirtschaftlichen Ausbildungsstätte für die schwarze Bevölkerung geführt. Der Erwerb von Grundstücken im Umfang von 650 Hektar soll 1927 durch eine Privatperson getätigt worden sein. Der Auftrag zum Bau geeigneter Gebäude ging kurz darauf an das damalige South African Native College in der Nähe von Alice. Weitere 704 Hektar kamen 1934 durch Kauf vom Xhosa-Chief Sandile hinzu.
Das College wurde im September 1930 (nach anderen Angaben 1931) als Fort Cox Agricultural School durch das damalige Native Affairs Department (deutsch etwa: Eingeborenen-Ministerium) in Anwesenheit des Ministers eröffnet. Es war zu dieser Zeit die größte Bildungseinrichtung des Landes für Nichteuropäer innerhalb dieses Sektors und zog Studenten aus der gesamten Südafrikanischen Union an. Dadurch nahm sie die Rolle eines Pilotprojektes an, obwohl wenige Jahre zuvor in drei Orten der Transkei kleinere Schulen mit ähnlichem Anspruch gegründet worden waren. Auch die Leitung des benachbarten South African Native College, besonders dessen dritter Prinzipal (1906–1930) James Henderson, hatte Hoffnungen gehegt, diesen Ausbildungszweig unter ihrer Leitung eröffnen zu können. Der bekannteste frühe Vorstoß zur Errichtung einer ähnlichen Ausbildungseinrichtung geht auf das Jahr 1928 in der Ortschaft Pevensey zurück, womit die Eröffnung der Reichenau Agricultural School (auch Pevensey Agricultural School) in der Provinz Natal verbunden war. Diese Einrichtung wurde 1942 wieder geschlossen.
Im Jahr 1941 verließen nach den absolvierten 2-Jahres-Kursen 400 Personen das Fort Cox College. Die frühen Absolventen wurden als landwirtschaftliche Demonstratoren eingesetzt, deren Aufgabe in der Motivierung der überwiegend Xhosa-stämmigen Bevölkerung zum Aufbau kleiner Farmen mit einer Fläche von jeweils maximal 2 Acre (8094 m2) bestand. Ferner entwickelte sich parallel ein kombinierter Aufbaukurs mit dem South African Native College of Fort Hare, Fort Cox – Fort Hare Advanced Diploma genannt. Dieser dreijährige Kurs richtete sich an leitende Agriculture Demonstrators (deutsch etwa: Landwirtschaftsdemonstratoren). Der Grundkurs für die Demonstratoren mit einem Abschlusszertifikat dauerte dagegen nur zwei Jahre. Ferner gab es zu dieser Zeit einjährige Aufbaukurse in Veterinärfragen für Inspektionsassistenten und in Agrarwissenschaften für ausgebildete Lehrer. Zusätzlich bot man einen zweijährigen Technikkurs zur Ausbildung von Assistenten im Ingenieurwesen an. Inhaber von Landwirtschaftsabschlüssen konnten sich für einen Aufbaukurs in Forstwirtschaft an der Zwartkop Forestry Station (Natal) bewerben. Die Landwirtschaftsdemonstratoren wurden zu dem Zweck ausgebildet, unter der ländlichen Bevölkerung für eine veränderte und umweltschonende Agrarwirtschaft zu werben und mit Formen der Erwachsenenbildung diesbezügliche Grundkenntnisse zu verbreiten.
Mit der Entscheidung für den Standort des College unweit des Forstentwicklungsgebietes zwischen Middledrift und Keiskammahoek reagierte man auf die desaströsen Folgen von weit um sich greifender Bodenerosion nach einem jahrelangen Raubbau in den Waldbeständen und auf den Agrarflächen der südlich vor den Amathole-Bergen liegenden Region. Hier befanden sich nach der Transkei selbst, die bedeutendsten Native Reserves (deutsch: Eingeborenen-Reservate) in der Ciskei, deren tribalistische Entwicklung sich durch die Segregationspolitik der Regierung Hertzog vertiefte.
Im Januar 1970 leitete man Studenten und Personal der Zwartkop-Schule an das Fort Cox College über, wodurch das Lehrprogramm um Forstwirtschaft erweitert wurde. Es handelte sich dabei um eine auf diesem Gebiet langjährig profilierte Einrichtung unweit von Pietermaritzburg, aus der vorrangig Forstarbeiter hervorgegangen waren.
Im Jahr 1970 entstand an dem nur wenige Kilometer entfernt angesiedelten University College of Fort Hare eine Fakultät für Agrarwissenschaften.
Zwischen 1974 und 1976 errichtete man auf dem 1934 erworbenen Land einen neuen Campus. Die Eröffnungszeremonie dieses Erweiterungskomplexes erfolgte am 9. Februar 1977 durch den damaligen Chiefminister der Ciskei, Lennox Leslie W. Sebe. Weitere Erweiterungsbauten, das Sportstadium und eine Versammlungshalle, folgten im Jahre 1983.
Am 11. Juni 1991 unterzeichneten das Department of Agriculture, Forestry and Rural Development (Ministerium für land- und forstwirtschaftliche sowie ländliche Entwicklung) der Ciskei-Regierung und die Universität Fort Hare ein Memorandum zur Angliederung des Fort Cox College an die Universität.
2002 erhielt das College für seine akademischen Programme vom südafrikanischen Council on Higher Education (CHE) die volle Akkreditierung.

## Bildungsangebot

### Akademischer Bereich
Am Fort Cox College of Agriculture and Forestry existieren zwei akademische Bereiche, die Fakultät Landwirtschaft und Wertschöpfung sowie die Fakultät Forstwirtschaft. Es werden in diesen beiden Bereichen Abschlüsse (Diplomas) bei insgesamt 300 Studienplätzen angeboten. Die Studenten müssen Jahresstudiengebühren leisten.
Die angebotenen Abschlüsse sind:
- Drei-Jahres-Diplom in Landwirtschaft: Dip Agric
- Drei-Jahres-Diplom in Forstwirtschaft: Dip Forestry

Das Profil der beiden Fachbereiche ist:
- Agriculture (Landwirtschaft). Hier gibt es drei Spezialisierungsrichtungen: Pflanzenproduktion, Tierproduktion und Agrarökonomie
- Social Forestry (wörtlich: Soziale Forstwirtschaft, sinngemäß etwa: Sozial nachhaltige Forstwirtschaft). Zu den Ausbildungsinhalten gehören Themenbereiche wie Waldbau, forstwirtschaftliche Messung und Bestandsaufnahme.[14]

Für Mitarbeiter und eingetragene Studenten steht eine Fachbibliothek mit Lesesaal und moderner Kopier- sowie Medientechnik zur Verfügung. Die Bibliotheksbestände werden als Präsenzbestand geführt.

### Landwirtschaftliche Nutzflächen (College farm)
Zum Campus gehören 1500 Hektar landwirtschaftlich nutzbare Flächen, die College farm. Davon sind insgesamt 60 Hektar für den Feldbau vorgesehen und der Rest besteht aus Viehweiden. Auf etwa 25 Hektar der Landbauflächen werden Gemüsesorten angebaut, die zur Versorgung der regionalen Märkte dienen. Bevorzugte Gemüsesorten sind dabei Kohl, Brokkoli, Blumenkohl, Rote Rüben, Kartoffeln, Karotten, Salat und Spinat. Hier befindet sich auch eine Zitrusplantage im Umfang von 2000 Bäumen mit Orangen und Mandarinen. Auf etwa 20 Hektar produziert man Mais und Luzerne für eigene Futterzwecke. Weidelgras und Hafer werden auf weiteren 20 Hektar angebaut.
Auf dem Farmgelände leben zwei Rinderherden der Bonsmara- und Nguni-Arten mit insgesamt 170 Tieren sowie Schafe (etwa 109 Tiere) und Ziegen (etwa 71 Tiere). Für die Milchproduktion steht eine Herde von 62 Kühen zur Verfügung. Durch die Geflügelhaltung ist es möglich, monatlich mehrere Tausend Hühner zu schlachten und 500 Legehennen geben etwa 9000 Eier pro Monat. In geringem Umfang züchtet man Schweine, deren Fleisch auf dem lokalen Markt verkauft wird.

### Rural Development Centre
Das Rural Development Centre, kurz RDC (deutsch etwa: Ländliches Entwicklungszentrum), ist eine Abteilung des Fort Cox College, die Grundkenntnisse und Zusatzausbildungen in Form von Kurzlehrgängen anbietet. Darunter befinden sich auch Kursangebote jenseits des Akkreditierungssystems.

## Internationale Kooperation
Es besteht seit 2003 ein Kooperationsprojekt mit der Oregon State University, das sich mit Aufforstungsmaßnahmen und Obstbau befasst.